# Tell Me Goodbye
„Tell Me Goodbye” – czwarty japoński singel południowokoreańskiej grupy Big Bang, wydany 9 czerwca 2010 roku. Osiągnął 5 pozycję w rankingu Oricon i pozostał na liście przez 15 tygodni, sprzedał się w nakładzie 46 449 egzemplarzy. Singel zdobył certyfikat złotej płyty Chaku-uta(R).
Utwór tytułowy został wykorzystany w czołówce japońskiej emisji serialu Irys. Utwór „HANDS UP” jest japońskojęzyczną wersją koreańskiego utworu „Hands Up” z minialbumu Tonight, został wykorzystany jako piosenka przewodnia programu Mezamashi doyōbi (jap. めざましどようび). Singel został wydany w dwóch wersjach: regularnej i limitowanej (CD+DVD).

## Lista utworów
| CD  |                                 |                                 |                                    |      |
| Nr  | Tytuł                           | Słowa                           | Muzyka                             | Czas |
| 1.  | "Tell Me Goodbye"               | Shōko Fujibayashi, Perry        | Jimmy Thornfeldt, Mohombi Moupondo | 4:05 |
| 2.  | "HANDS UP"                      | G-Dragon, Kitayama Moss         | Kush                               | 3:56 |
| 3.  | "Tell Me Goodbye -Remix-"       | Shōko Fujibayashi, Perry        | Jimmy Thornfeldt, Mohombi Moupondo | 5:19 |
| DVD |                                 |                                 |                                    |      |
| Nr  | Tytuł                           | Tytuł                           | Tytuł                              | Czas |
| 1.  | "Tell Me Goodbye" (Music Video) | "Tell Me Goodbye" (Music Video) | "Tell Me Goodbye" (Music Video)    |      |
| 2.  | "Tell Me Goodbye" (Making)      | "Tell Me Goodbye" (Making)      | "Tell Me Goodbye" (Making)         |      |

## Notowania
| Lista                             | Pozycja |
| --------------------------------- | ------- |
| Oricon Daily Chart                | 3       |
| Oricon Weekly Chart               | 5       |
| Billboard Japan Top Singles Sales | 5       |
| Billboard Japan Hot 100           | 16      |